# Filia Katolickiego Uniwersytetu Lubelskiego Jana Pawła II w Stalowej Woli
Filia Katolickiego Uniwersytetu Lubelskiego Jana Pawła II w Stalowej Woli – zamiejscowa jednostka dydaktyczno-naukowa Katolickiego Uniwersytetu Lubelskiego, powstała z dniem 15 lutego 2021 roku na miejscu dotychczasowego Wydziału Nauk Inżynieryjno-Technicznych Katolickiego Uniwersytetu Lubelskiego w Stalowej Woli.

## Kierunki kształcenia
Dostępne kierunki:
- Administracja (studia I stopnia)
- Bezpieczeństwo narodowe (studia I i II stopnia)
- Dietetyka (studia I stopnia)
- Nauki o rodzinie (studia I stopnia)
- Studia podyplomowe: Master of Business Administration, Przedsiębiorczość, Zarządzanie infrastrukturą wiejską i modernizacja rolnictw

## Struktura filii
W skład Filii wchodzą kolegia:
- Nauk teologicznych
- Nauk prawniczych
- Nauk humanistycznych
- Nauk społecznych
- Nauk ścisłych i o zdrowiu
- Nauk inżynieryjno-technicznych

Zadaniem kolegiów jest prowadzenie i obsługa procesu kształcenia studentów na kierunkach przyporządkowanych do poszczególnych dyscyplin.

## Władze
Pełnomocnik Rektora KUL: dr Joanna Dyrda-Muskus